# Landed

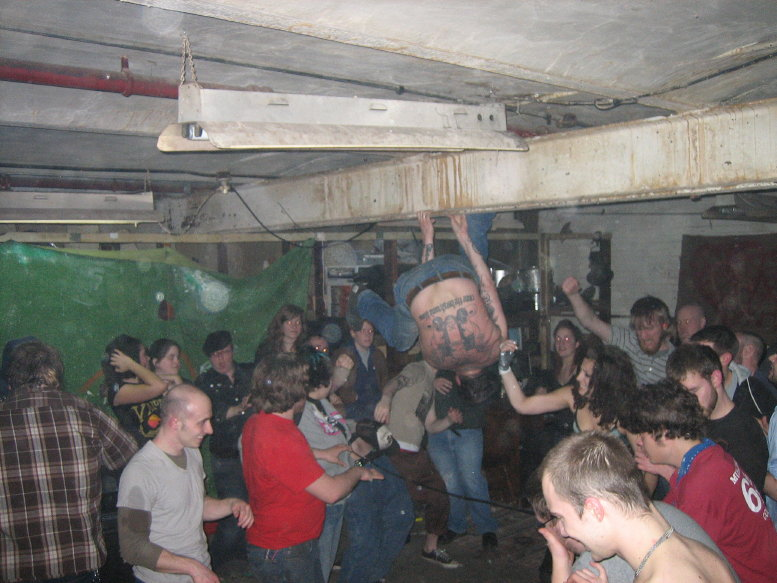
Landed à Allentown, Pennsylvanie.

Landed est un groupe de noise rock formé à Providence (Rhode Island) en 1997. Ils ont sorti différents albums chez Load Records.
Le groupe est aujourd'hui reconnu pour sa forte influence sur la scène rock de Providence à la fin des années 1990, et a inclus des membres de Lightning Bolt, Six Finger Satellite, Men's Recovery Project, Olneyville Sound System, M.. Brinkman/Meerk Puffy, Forcefield, Pleasurehorse, Pink and Brown et Coachwhips; nombre d'entre eux faisaient également partie du groupe d'artistes de Fort Thunder
On se souvient d'eux pour leurs shows particulièrement intenses. Au cours d'un de ceux-ci, le chanteur Dan St. Jacques s'est mis le feu en coulisse et a couru dans le public au début du set. Cette performance peut-être visionnée en easter egg sur le DVD Pick a Winner disponible chez Load Records avec un item du menu représentant le visage singulier et barbu de St. Jacques.
Le groupe s'est réuni récemment, refait des concerts et a sorti un nouveau disque.

## Discographie
- Why I Live 10", 1997, Vermiform Records
- Dairy for Dinner 7", 1998, Load Records
- Everything's Happening 12"/CD, 1998, Vermiform Records
- Times I Despise 12", 2006, Load Records
- Fuck Seatbelts, Fuck Ralph Nader 12", 2006 (split avec Air Conditioning), Hospital Productions
- Dirty Bomb / Creeping Hand 12", 2007, Corleone Records
- Tip of the Whip 7", 2007 (split avec Snake Apartment), Corleone Records
- Osama Oxy Contin 7", 2007 (split avec Megafuckers), Kill Shaman Records

## Membres actuels
- Shawn Greenlee
- Joel Kyack
- Rick Pelletier
- Dan St. Jacques

## Ancien membres
- Neil Burke
- John Dwyer
- Matt Brinkman
- J. Ryan
- Adam Autry
- Brian Gibson
- Brian Chippendale

## Source/Référence
- (en) Cet article est partiellement ou en totalité issu de l’article de Wikipédia en anglais intitulé « Landed (band) » (voir la liste des auteurs).